# Natação no Campeonato Europeu de Esportes Aquáticos de 2022 - 400 m medley feminino
A prova dos 400 metros nado medley feminino da natação no Campeonato Europeu de Esportes Aquáticos de 2022 ocorreu no dia 13 de agosto no Foro Italico, em Roma na Itália. 

## Calendário
| Fase          | Data         | Hora  |
| ------------- | ------------ | ----- |
| Eliminatórias | 13 de agosto | 10:02 |
| Final         | 13 de agosto | 19:28 |

Todos os horários estão no horário local (UTC+1)

## Recordes
Antes desta competição, os recordes eram os seguintes:
|                       | Nadadora       | Tempo   | Local          | Data                |
| --------------------- | -------------- | ------- | -------------- | ------------------- |
| Recorde mundial       | Katinka Hosszú | 4:26.36 | Rio de Janeiro | 6 de agosto de 2016 |
| Recorde europeu       | Katinka Hosszú | 4:26.36 | Rio de Janeiro | 6 de agosto de 2016 |
| Recorde do campeonato | Katinka Hosszú | 4:30.90 | Londres        | 16 de maio de 2016  |

## Medalhistas
| Ouro                             | Prata                   | Bronze              |
| Viktória Mihályvári-Farkas (HUN) | Zsuzsanna Jakabos (HUN) | Freya Colbert (GBR) |

## Resultados

### Eliminatórias
Esses foram os resultados das eliminatórias.
| Pos. | Bateria | Raia | Nadadora                   | Nacionalidade | Tempo   | Notas |
| ---- | ------- | ---- | -------------------------- | ------------- | ------- | ----- |
| 1    | 2       | 5    | Viktória Mihályvári-Farkas | Hungria       | 4:41.01 | Q     |
| 2    | 1       | 3    | Zsuzsanna Jakabos          | Hungria       | 4:41.30 | Q     |
| 3    | 1       | 5    | Ilaria Cusinato            | Itália        | 4:44.89 | Q     |
| 4    | 2       | 4    | Katinka Hosszú             | Hungria       | 4:45.07 |       |
| 5    | 2       | 3    | Sara Franceschi            | Itália        | 4:45.55 | Q     |
| 6    | 2       | 6    | Freya Colbert              | Reino Unido   | 4:46.39 | Q     |
| 7    | 1       | 2    | Alba Vázquez               | Espanha       | 4:46.72 | Q     |
| 8    | 2       | 2    | Katie Shanahan             | Reino Unido   | 4:47.30 | Q     |
| 9    | 1       | 6    | Zoe Vogelmann              | Alemanha      | 4:48.03 | Q     |
| 10   | 1       | 4    | Mireia Belmonte            | Espanha       | 4:48.18 |       |
| 11   | 1       | 8    | Nikoleta Trníková          | Eslováquia    | 4:49.41 |       |
| 12   | 2       | 8    | Lisa Nystrand              | Suécia        | 4:50.40 |       |
| 13   | 2       | 7    | Francesca Fresia           | Itália        | 4:50.88 |       |
| 14   | 1       | 1    | Alexandra Dobrin           | Roménia       | 4:51.17 |       |
| 15   | 1       | 7    | Giulia Goerigk             | Alemanha      | 4:51.68 |       |
| 16   | 2       | 1    | Lea Polonsky               | Israel        | 4:53.35 |       |
| 17   | 2       | 0    | Ambre Franquinet           | Bélgica       | 4:55.74 |       |
| 18   | 2       | 9    | Ieva Maļuka                | Letônia       | 4:59.02 |       |
| 19   | 1       | 0    | Réka Nyirádi               | Hungria       | DNS     | DNS   |

### Final
Esse foi o resultado da final. 
| Pos.              | Raia | Nadadora                   | Nacionalidade | Tempo   | Notas |
| ----------------- | ---- | -------------------------- | ------------- | ------- | ----- |
| Medalha de ouro   | 4    | Viktória Mihályvári-Farkas | Hungria       | 4:37.56 |       |
| Medalha de prata  | 5    | Zsuzsanna Jakabos          | Hungria       | 4:39.79 |       |
| Medalha de bronze | 2    | Freya Colbert              | Reino Unido   | 4:40.06 |       |
| 4                 | 6    | Sara Franceschi            | Itália        | 4:40.91 |       |
| 5                 | 7    | Alba Vázquez               | Espanha       | 4:42.40 |       |
| 6                 | 3    | Ilaria Cusinato            | Itália        | 4:44.24 |       |
| 7                 | 1    | Katie Shanahan             | Reino Unido   | 4:49.38 |       |
| 7                 | 8    | Zoe Vogelmann              | Alemanha      | 4:49.38 |       |

Legenda
| Recorde mundial       | Recorde mundial (World record)               |                       | Recorde africano                      | Recorde africano (African) |                                           | Q | Classificado por posição (Qualified) |
| Recorde do campeonato | Recorde do campeonato (Championship record)  | Recorde da América    | Recorde da América (Americas)         | q                          | Classificado por melhor tempo (Qualified) |   |                                      |
| Melhor marca do ano   | Melhor marca do ano (World leading)          | Recorde asiático      | Recorde asiático (Asian)              | DNS                        | Não largou (Did not start)                |   |                                      |
| Recorde nacional      | Recorde nacional (National record)           | Recorde europeu       | Recorde europeu (European)            | DNF                        | Não terminou (Did not finish)             |   |                                      |
| Recorde pessoal       | Recorde pessoal do atleta (Personal best)    | Recorde da Oceania    | Recorde da Oceania (Oceania)          | DSQ / DQ                   | Desclassificado (Disqualified)            |   |                                      |
| Recorde da temporada  | Recorde da temporada do atleta (Season best) | Recorde sul-americano | Recorde sul-americano (South America) | NM                         | Sem marca (No mark)                       |   |                                      |